# Casa Lecocq

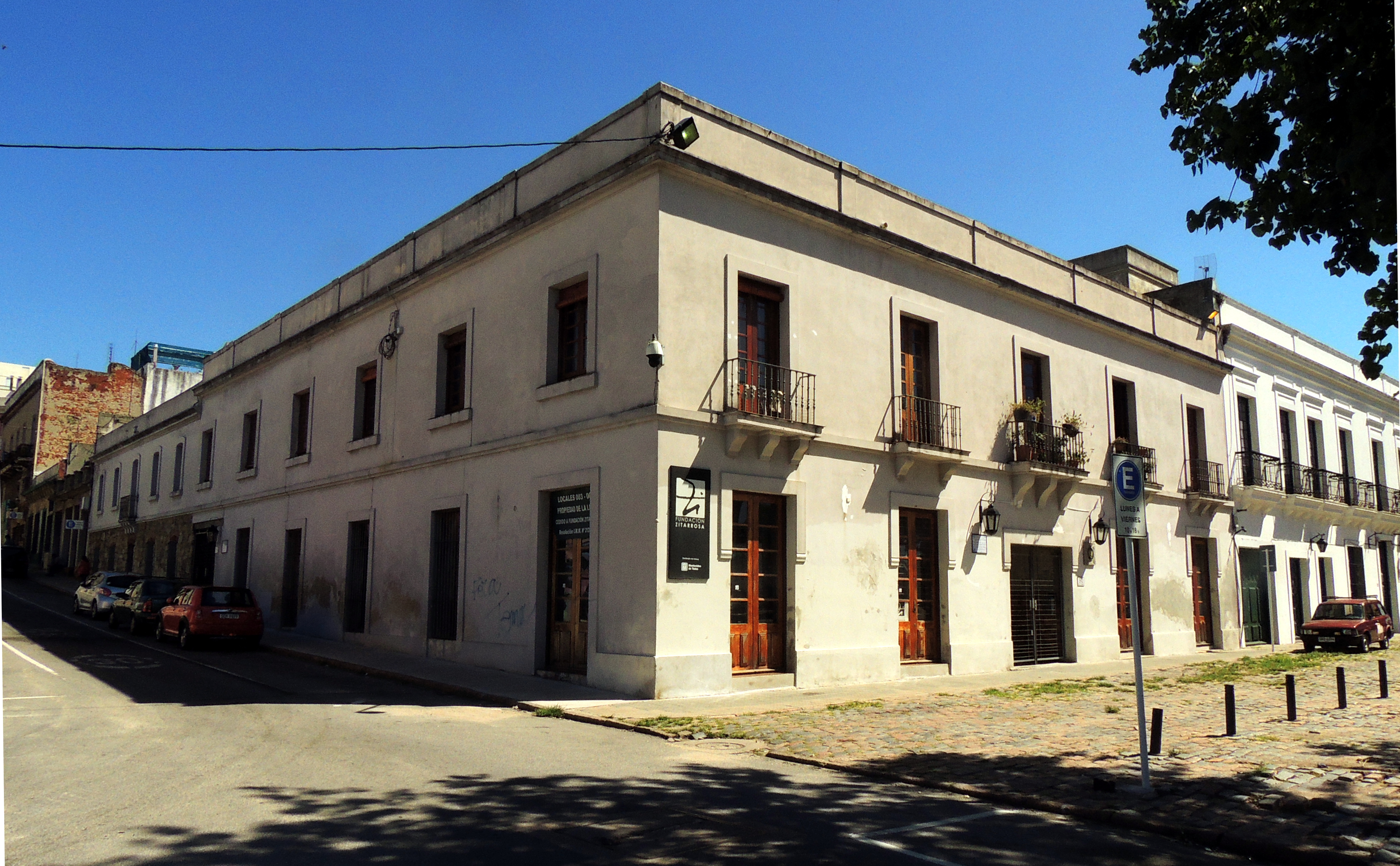
Casa Lecocq (2019)

Das Casa Lecocq ist ein Bauwerk in der uruguayischen Landeshauptstadt Montevideo.
Das 1794 errichtete Casa Lecocq befindet sich in der Ciudad Vieja an der Calle Juan Carlos Gómez 1585, Ecke Rambla 25 de Agosto de 1825 592 gegenüber den Bóvedas. Angaben über den Architekten des aus zwei Gebäuden zusammengesetzten Bauwerks, das beispielhaft für die portugiesisch-brasilianische bürgerliche Kolonialarchitektur jener Epoche ist, sind nicht vorhanden. Das elf Meter hohe, zwei Stockwerke beinhaltende Gebäude wurde ursprünglich als Wohnhaus des Brigadier General Bernardo Lecocq konzipiert. Es verfügt über eine Grundfläche von 943 m² und beherbergt heutzutage neben Wohnappartements Einzelhandel im Erdgeschoss und dient teils als Kulturzentrum und als Residenz der Cooperativa de Ayuda Mutua covicivi II. Von 1994 bis 2006 fanden Restaurierungsarbeiten unter Leitung des Architekten Raúl Vallés statt.
Seit 1975 ist das Gebäude als Monumento Histórico Nacional klassifiziert.